# Klaus Katzor

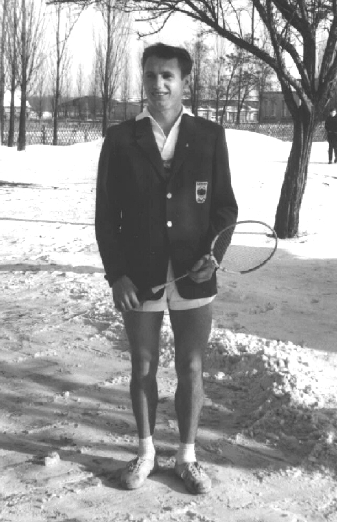
Klaus Katzor Mitte der 1960er

Klaus Katzor (* 13. September 1942 in Gleiwitz) ist ein ehemaliger deutscher Badmintonspieler.

## Karriere
Klaus Katzor wechselte Mitte 1960 im Alter von 18 Jahren zum damaligen DDR-Meister Aktivist Tröbitz. In der darauf folgenden Saison belegte er mit dem Team den 2. Platz in der Oberliga, um danach 10 Jahre lang den DDR-Mannschaftsmeistertitel zu gewinnen. 1968 gewann er seinen ersten Titel in den Einzeldisziplinen zusammen mit Joachim Schimpke im Herrendoppel. Seine erfolgreichste Saison war jedoch 1969/1970, in welcher er neben dem Mannschaftstitel sowohl den Einzeltitel im Finale gegen Joachim Schimpke als auch den Doppeltitel zusammen mit seinem Mannschaftskameraden Roland Riese gewann. Den Doppeltitel konnten die beiden Tröbitzer in der darauf folgenden Saison erfolgreich verteidigen.
Klaus Katzor war über mehrere Jahre Mitglied der DDR-Nationalmannschaft.
Er lebt heute in Cottbus.

## Sportliche Erfolge
| Veranstaltung                | Saison    | Disziplin         | Platz | Sieger |
| ---------------------------- | --------- | ----------------- | ----- | --- |
| DDR-Mannschaftsmeisterschaft | 1960/1961 | Mannschaft        | 2     | Aktivist Tröbitz (Gottfried Seemann, Hans Bräuer, Joachim Ecknig, Klaus Katzor, Gerolf Seemann, Annemarie Fritzsche, Helga Krüger)                                                                                   |
| DDR-Einzelmeisterschaft      | 1961/1962 | Herreneinzel      | 2     | Klaus Katzor (Aktivist Tröbitz) |
| DDR-Mannschaftsmeisterschaft | 1961/1962 | Mannschaft        | 1     | Aktivist Tröbitz (Gottfried Seemann, Gerolf Seemann, Peter Schurig, Erich Wilde, Klaus Katzor, Annemarie Fritzsche, Rita Gerschner, Helga Krüger)                                                                    |
| DDR-Mannschaftsmeisterschaft | 1962/1963 | Mannschaft        | 1     | Aktivist Tröbitz (Gottfried Seemann, Gerolf Seemann, Erich Wilde, Klaus Katzor, Annemarie Fritzsche, Rita Gerschner)                                                                                                 |
| DDR-Mannschaftsmeisterschaft | 1963/1964 | Mannschaft        | 1     | Aktivist Tröbitz (Gottfried Seemann, Gerolf Seemann, Erich Wilde, Klaus Katzor, Annemarie Fritzsche, Rita Gerschner, Gitta Rost)                                                                                     |
| DDR-Einzelmeisterschaft      | 1963/1964 | Herreneinzel      | 2     | Klaus Katzor (Aktivist Tröbitz) |
| DDR-Einzelmeisterschaft      | 1964/1965 | Herrendoppel      | 2     | Klaus Katzor / Gert Migdal (Aktivist Tröbitz / EBT Berlin) |
| DDR-Einzelmeisterschaft      | 1964/1965 | Herreneinzel      | 2     | Klaus Katzor (Aktivist Tröbitz) |
| DDR-Mannschaftsmeisterschaft | 1964/1965 | Mannschaft        | 1     | Aktivist Tröbitz (Gottfried Seemann, Gerolf Seemann, Erich Wilde, Klaus Katzor, Heinz Glormus, Gerhard Dietze, Peter Schurig, Gotthard Girke, Marlies Bissendorf, Gitta Rost, Annemarie Fritzsche, Rita Gerschner)   |
| DDR-Mannschaftsmeisterschaft | 1965/1966 | Mannschaft        | 1     | Aktivist Tröbitz (Gottfried Seemann, Joachim Schimpke, Gerolf Seemann, Peter Schurig, Erich Wilde, Klaus Katzor, Rita Gerschner, Annemarie Fritzsche, Gitta Rost)                                                    |
| DDR-Einzelmeisterschaft      | 1965/1966 | Herrendoppel      | 2     | Klaus Katzor / Joachim Schimpke (Aktivist Tröbitz) |
| DDR-Einzelmeisterschaft      | 1965/1966 | Herreneinzel      | 2     | Klaus Katzor (Aktivist Tröbitz) |
| DDR-Einzelmeisterschaft      | 1966/1967 | Herrendoppel      | 2     | Klaus Katzor / Joachim Schimpke (Aktivist Tröbitz) |
| DDR-Einzelmeisterschaft      | 1966/1967 | Herreneinzel      | 2     | Klaus Katzor (Aktivist Tröbitz) |
| DDR-Mannschaftsmeisterschaft | 1966/1967 | Mannschaft        | 1     | Aktivist Tröbitz (Gottfried Seemann, Joachim Schimpke, Erich Wilde, Klaus-Peter Färber, Klaus Katzor, Harry Deinert, Helfried Wunderlich, Gerhard Dietze, Ruth Mertzig, Rita Gerschner, Annemarie Fritzsche)         |
| DDR-Einzelmeisterschaft      | 1967/1968 | Herrendoppel      | 1     | Klaus Katzor / Joachim Schimpke (Aktivist Tröbitz) |
| DDR-Mannschaftsmeisterschaft | 1967/1968 | Mannschaft        | 1     | Aktivist Tröbitz (Gottfried Seemann, Joachim Schimpke, Erich Wilde, Klaus-Peter Färber, Klaus Katzor, Ruth Mertzig, Annemarie Seemann, Rita Gerschner)                                                               |
| DDR-Einzelmeisterschaft      | 1967/1968 | Herreneinzel      | 2     | Klaus Katzor (Aktivist Tröbitz) |
| DDR-Einzelmeisterschaft      | 1968/1969 | Herrendoppel      | 2     | Klaus Katzor / Joachim Schimpke (Aktivist Tröbitz) |
| DDR-Mannschaftsmeisterschaft | 1968/1969 | Mannschaft        | 1     | Aktivist Tröbitz (Gottfried Seemann, Joachim Schimpke, Erich Wilde, Klaus-Peter Färber, Klaus Katzor, Roland Riese, Harry Deinert, Ruth Mertzig, Rita Gerschner, Annemarie Seemann, Angelika Seifert, Monika Thiere) |
| DDR-Studentenmeisterschaft   | 1969/1970 | Mannschaft Herren | 1     | DHfK Leipzig (Klaus Katzor, Reinhard Stobbe, Dieter Hoos, Günter Weineck, H.-Gerd Löffler) |
| DDR-Mannschaftsmeisterschaft | 1969/1970 | Mannschaft        | 1     | Aktivist Tröbitz (Gottfried Seemann, Joachim Schimpke, Erich Wilde, Klaus-Peter Färber, Roland Riese, Klaus Katzor, Rita Gerschner, Monika Thiere, Annemarie Seemann)                                                |
| DDR-Einzelmeisterschaft      | 1969/1970 | Herreneinzel      | 1     | Klaus Katzor (Aktivist Tröbitz) |
| DDR-Einzelmeisterschaft      | 1969/1970 | Herrendoppel      | 1     | Klaus Katzor / Roland Riese (Aktivist Tröbitz) |
| DDR-Mannschaftsmeisterschaft | 1970/1971 | Mannschaft        | 1     | Aktivist Tröbitz (Gottfried Seemann, Joachim Schimpke, Erich Wilde, Roland Riese, Klaus Katzor, Harry Deinert, Werner Michael, Klaus-Peter Färber, Angelika Seifert, Monika Thiere, Rita Gerschner)                  |
| DDR-Einzelmeisterschaft      | 1970/1971 | Herrendoppel      | 1     | Klaus Katzor / Roland Riese (Aktivist Tröbitz) |
| DDR-Mannschaftsmeisterschaft | 1969/1970 | Mannschaft        | 1     | Aktivist Tröbitz (Gottfried Seemann, Joachim Schimpke, Erich Wilde, Klaus-Peter Färber, Roland Riese, Klaus Katzor, Rita Gerschner, Monika Thiere, Annemarie Seemann)                                                |
| DDR-Mannschaftsmeisterschaft | 1970/1971 | Mannschaft        | 1     | Aktivist Tröbitz (Gottfried Seemann, Joachim Schimpke, Erich Wilde, Klaus-Peter Färber, Roland Riese, Klaus Katzor, Werner Michael, Harry Deinert, Angelika Seifert, Monika Thiere, Rita Gerschner)                  |
| DDR-Mannschaftsmeisterschaft | 1971/1972 | Mannschaft        | 2     | Fortschritt Tröbitz (Gottfried Seemann, Joachim Schimpke, Klaus Katzor, Klaus-Peter Färber, Roland Riese, Werner Michael, Rainer Skobowsky, Rita Gerschner, Angelika Seifert, Monika Thiere)                         |
| DDR-Mannschaftsmeisterschaft | 1972/1973 | Mannschaft        | 2     | Fortschritt Tröbitz (Gottfried Seemann, Joachim Schimpke, Klaus Katzor, Roland Riese, Claus Cassens, Klaus-Peter Färber, Gerhard Riese, Monika Thiere, Angelika Seifert, Rita Gerschner)                             |
| DDR-Mannschaftsmeisterschaft | 1974/1975 | Mannschaft        | 2     | Fortschritt Tröbitz (Klaus Katzor, Joachim Schimpke, Roland Riese, Klaus Skobowsky, Harald Richter, Rena Scheithauer, Christine Ober, Carmen Ober)                                                                   |